# NGC 2076
NGC 2076 este o galaxie lenticulară situată în constelația Iepurele. A fost descoperită în 4 februarie 1785 de către William Herschel. Se află la o distanță de 42,85 de megaparseci de Pământ.